# ZIL
ZIL o ZiL, Zavod ímeni Lijachova (del ruso:  ЗиЛ, Завод имени Лихачёва/Zavod Ímeni Lijachova), que significa Fábrica Lijachov, fue un fabricante soviético y después ruso de automóviles, tractores y camiones. Se consideraba que era el mayor fabricante ruso de camiones y vehículos pesados, y durante la época soviética fabricó coches blindados para la mayoría de los líderes soviéticos. La compañía también producía limusinas hechas a pedido, y sedanes de alta gama en cantidades extremadamente bajas. 
Su actividad, centrada en vehículos, fue muy diversa, junto a los coches y camiones llegó a construir  bicicletas, frigoríficos y, en tiempo de guerra, morteros y granadas que salía directamente de la cadena de producción al frente. Llegaron a trabajar en la empresa más de 60.000 personas.
Es comúnmente llamada ZIL dentro de Rusia así como en los países de la CES. Los vehículos de lujo de la firma ZIL son el equivalente de los modelos de firmas como el Maybach alemán y el Rolls-Royce inglés, aunque solo son conocidos en los países postsoviéticos, mas no así fuera de esta zona, y su producción raramente excede la docena de coches por año.
En el año 2000, la empresa estaba en situación crítica y se decidió cerrarla y destinar las 3.000 Ha que ocupaba a un parque tecnológico y un área residencial. En 2013, se cierran las instalaciones que se derribaron en 2015.

## Historia

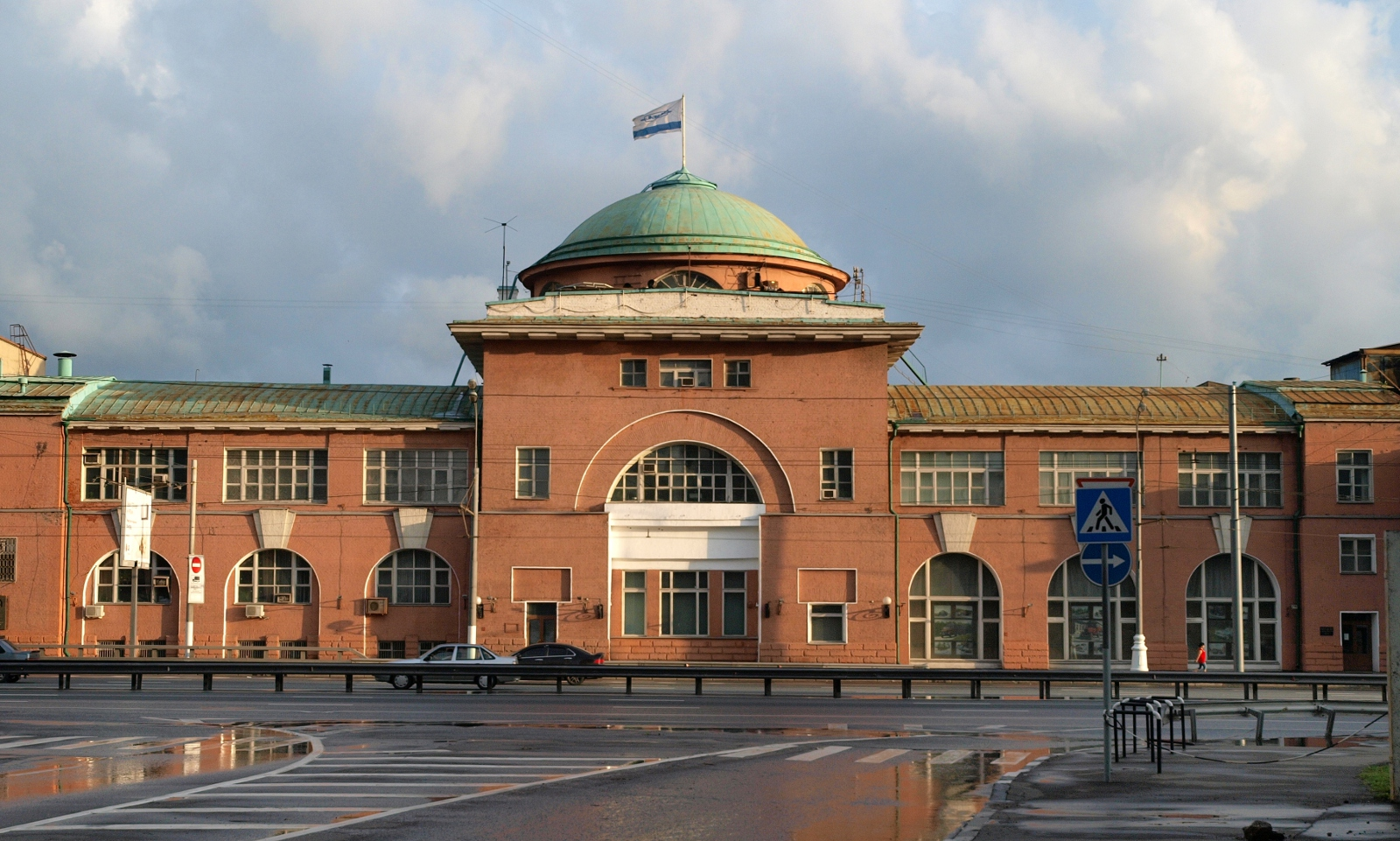
Museo de ZIL en la calle Avtozavódskaya, Moscú.

Esta planta se fundó en 1916 como la Avtomobílnoe Moskóvskoe Óbschestvo (en ruso: Автомобильное Московское Общество, AMO - Sociedad Automotriz de Moscú). Entre los planes para dicha factoría estaban los de producir coches de la firma italiana Fiat bajo licencia, como los camiones F-15 de 1,5 toneladas. A causa de la Revolución de Octubre y la subsecuente guerra civil no se retomaron dichos planes hasta el 1 de noviembre de 1924 y dicho día se produce el primer vehículo, el AMO-F15, similar al Fiat F-15, que fue el primer camión construido en la Unión Soviética.
En 1931, la fábrica de camiones Avtomobílnoe Moskóvskoe Óbschestvo (AMO), se amplió con asesoramiento de la compañía norteamericana A.J. Brandt, y empezaría la producción de un nuevo camión que se designó como AMO-2, vehículo destinado a sustituir al anterior AMO-F15. Este mismo año se cambia su nombre al de Fábrica Automotriz N.º 2 Zavod Ímeni Stálina (conocida por sus siglas ZIS o ZiS) haciendo referencia al líder soviético. 
Al poco el AMO-2 fue mejorado y aparecieron los modelos AMO-3 y AMO-4. En 1933, se renovó de nuevo la fábrica y en octubre salieron de la cadena los primeros modelos del ZIS-5. En el año 1936, empezó el montaje del primer gran automóvil nacional, el modelo ZIS-101, basado en uno de los modelos de "Buick" (pero sin ninguna clase de licencia), y desde 1946 el ZIS-110 que estaba basada en el modelo "Packard". 
Construyó el camión  ZIS-6 que fue elegido para montar el  lanzacohetes Katiusha que tuvo una gran relevancia en los combates de la Segunda Guerra Mundial  hasta las puertas del Reichstag. En ese tiempo, por la necesidades bélicas derivadas de la contienda, construyó también morteros y granadas. Su labor en el suministro de armamento le valió la concesión del Premio Lenin en junio de 1942. En octubre de 1944, recibió la Orden de la Bandera Roja del Trabajo.

A la muerte de Stalin, en 1953, y en pleno proceso de desestalinización la fábrica pasó a llamarse ZiL. Las limusinas ZiL estuvieron inicialmente pensadas como vehículos de transporte para los altos dirigentes soviéticos. En 1956, pasó a denominarse Zavod ímeni Lijachova, para honrar a su anterior director Iván Alekséievich Lijachov.
A finales de la década de los 60, diseña el ZIL-170 que sirvió de base para los primeros vehículos producidos por la firma KAMAZ. 
Ya después de la disolución de la URSS, en 1992, diseña el camión 53-01 Toro, basado en un modelo de la alemana Mercedes y fue la base para el posterior desarrollo de una serie de minibuses. Hasta 1994, estuvo en producción el  modelo ZIL-130. La competencia de los camiones de producción china hizo que su producción se resintiera llegando a una situación de viabilidad económica crítica en el año 2000. En 2013, se cierra la fábrica y sus instalaciones se desmantelan, derruyéndose en el año 2015. Las autoridades de Moscú deciden destinar las 3.000 Ha que ocupaban a parque tecnológico y zona residencial.

## Modelos

### Autobuses
- AMO-4 (1932 a 1934, basado en el chasis del AMO-3)
- ZIS-lux (prototipo, 1934)
- ZIS-8 (1934 a 1938, basado en el chasis del ZIS-5)
- ZIS-16 (1938 a 1942, basado en el chasis del ZIS-5)
- ZIS-17 (prototipo de 1939, basado en el chasis del ZIS-15)
- ZIS-44 (basado en el chasis del ZIS-5)
- ZIS-127 (1956 a 1960)
- ZIS-129 (versión corta del ZIS-127)
- ZIS-150 (década de los 50, basado en el chasis del camión ZIS-150)
- ZIS-154 (1946 a 1950)
- ZIS-155 (1949 a 1957)
- ZIL-118 "Yunost" (1967, basado en el ZIL-111)
- ZIL-119 (1971 hasta el presente, basado en el chasis del ZIL-118)
- ZIL-158 (1957 a 1961)
- ZIL-159 (1959, prototipo para la LiAZ)
- ZIL-3250 (1998, basado en el chasis del ZIL-5301)

### Tractores y camiones
- ZIS-5 (1933)
- ZIS-150 (1947-1957)
- ZIL-151
- ZIL-157 (1958)
- ZIL-130 (1964)
- ZIL-135 (1966)
- ZIL-131(1967)
- ZIL-133 (1975)
- ZIL-5301 "Bychok" ("Toro") (1992)
- ZIL-6404 (1996)
- ZIL-6309 (1999)
- ZIL-6409 (1999)
- ZIL-433180 (2003)
- ZIL-432930 (2003)
- ZIL-4327 (2004)
- ZIL-4334 (2004)

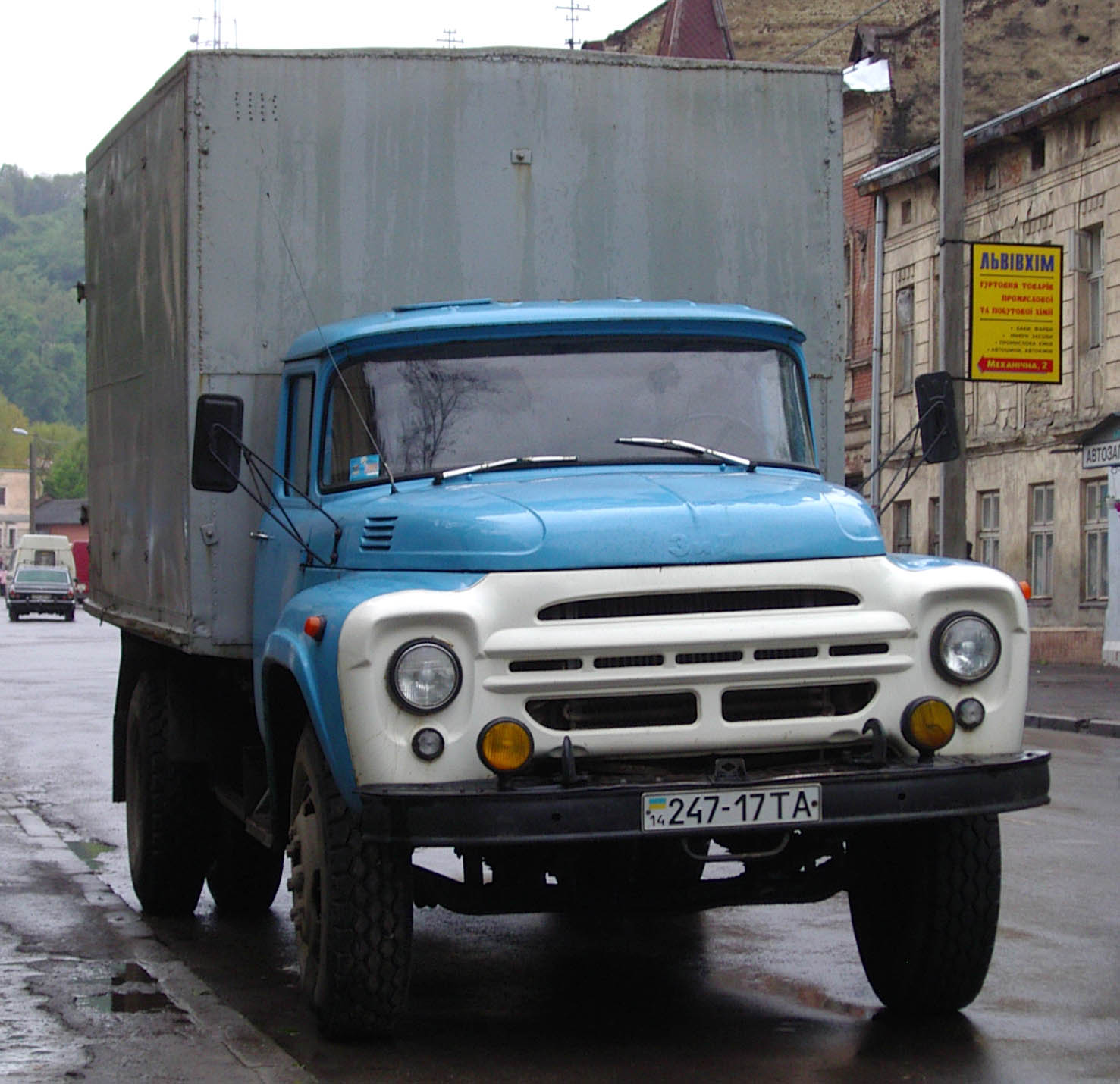
ZIL-130

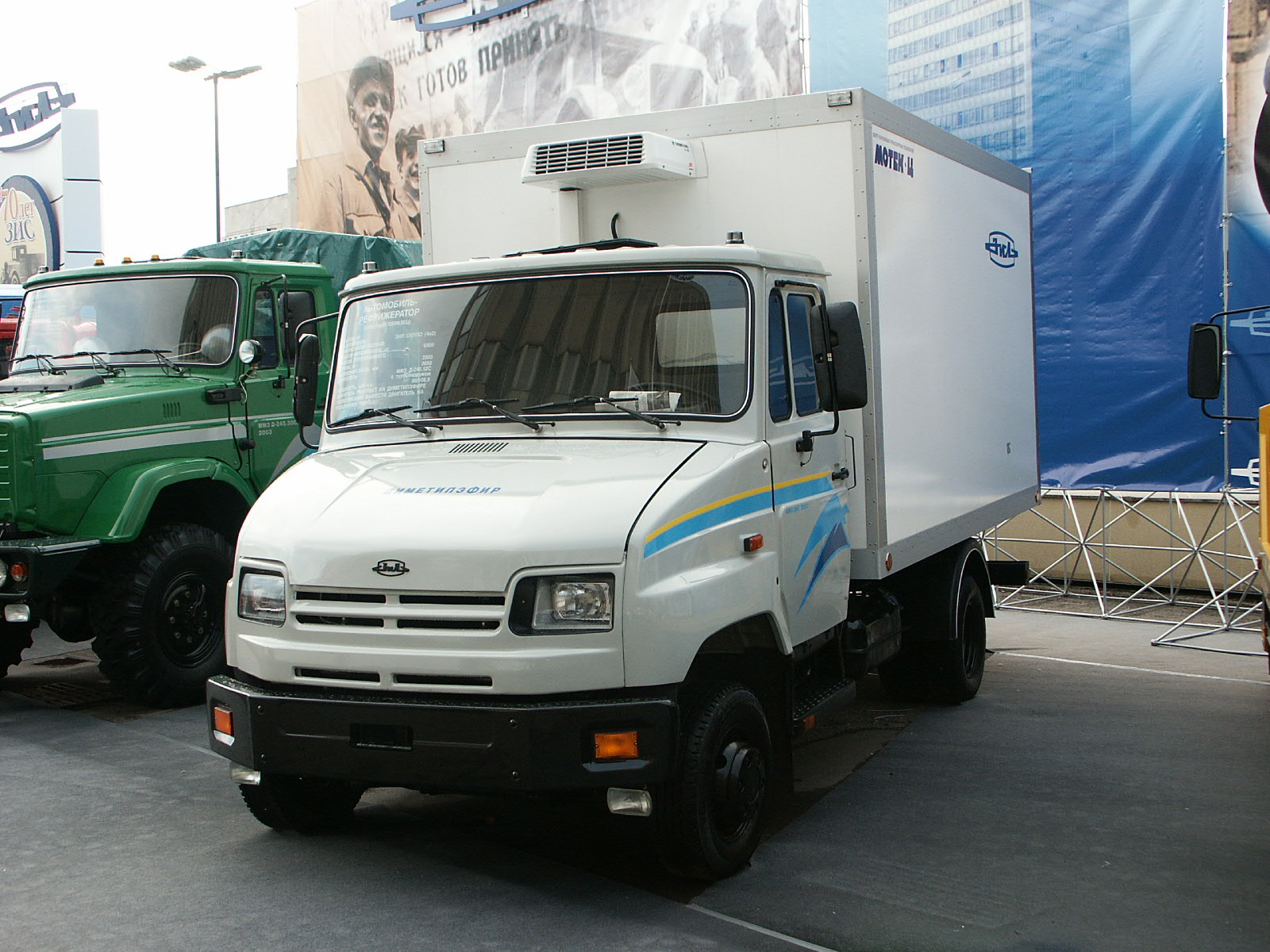
ZIL-5301

- AMO-F-15 (1924, copias del Fiat F-15)
- AMO-2 (1930)
- AMO-3 (1931)
- AMO-4 (1932)
- AMO-7 (1932)
- ZIS-5, ZIS-6 (Copias del Autocar 2 de 10 toneladas, 1934)
- ZIS-10 (Versión tracto-tráiler del ZIS-5, 1934)
- ZIS-11 (Versión extralarga del chasis con más ruedas del ZIS-5, 1934)
- ZIS-12 (Versión extralarga del chasis con más ruedas del ZIS-5, 1934)
- ZIS-13 (Versión con propulsor a gas del chasis  del ZIS-5, 1936)
- ZIS-14 (Versión con más ruedas del ZIS-5, 1934)
- ZIS-15 (prototipo, 1939)
- ZIS-21 (Versión con propulsor a gas de combustible de madera del chasis  del ZIS-5, 1939-1941)
- ZIS-22 (Semioruga basado en el ZIS-5, 1939-1941)
- ZIS-23 (Prototipo de 3 ejes, basado en el ZIS-15)
- ZIS-24 (Prototipo de todoterreno basado en el ZIS-15)
- ZIS-30 (Versión multicarburante del ZIS-5, 1940)
- ZIS-32 (Versión 4x4 del ZIS-5, 1941)
- ZIS-33 (Semioruga basado en el ZIS-5, 1940)
- ZIS-41 (Versión simplificada del ZIS-21, 1940)
- ZIS-42 (Semioruga basado en el ZIS-5, 1942-1944)
- ZIS-120 (Versión tracto-tráiler del ZIS-150, 1956)
- ZIS-121 (Versión tracto-tráiler del ZIS-151)
- ZIS-128 (Prototipo, 1954)
- ZIS-150 (1947)
- ZIS-151 (1948)
- ZIS-153 (Prototipo de semioruga basado en el ZIS-151, 1952??)
- ZIS-156 (1947)
- ZIS-253 (Prototipo)
- ZIS-585 (Versión con volco del ZIS-150, 1956)
- ZIL-130 (1964)
- ZIL-131 (1967)
- ZIL-132 (Versión off road)
- ZIL-133 (1975)
- ZIL-134 (Versión off road prototipo del año 1957)
- ZIL-135 (1959)
- ZIL-136 (Versión off road prototipo del año 1957)
- ZIL-137 (Prototipo de  tracto-tráiler todoterreno, 1957)
- ZIL-157 (1958)
- ZIL-157R (Versión off road prototipo del ZIL-157, 1957)
- ZIL-164 (1957)
- ZIL-164N (Versión tracto-tráiler del ZIL-164, 1957)
- ZIL-165 (1957, prototype)
- ZIL-170 (Prototipo para KamAZ, 1969)
- ZIL-175 (Prototipo para KamAZ, 1969)
- ZIL-485 (Vehículo anfíbio basado en el ZIS-151)
- ZIL-553 (Mezcaldora de cemento basada en el ZIL-164)
- ZIL-3906
- ZIL-4327 (2004?)
- ZIL-4331
- ZIL-4334 (2004)
- ZIL-5301 "Bychok" ("Torito") (1992)
- ZIL-6404 (1996)
- ZIL-6309 (1999)
- ZIL-6409 (1999)
- ZIL-432720
- ZIL-432930 (2003)
- ZIL-433180 (2003)

### Coches deportivos y de competición
- ZIS-101 Sport (1939)
- ZIL-112 (1960-62)

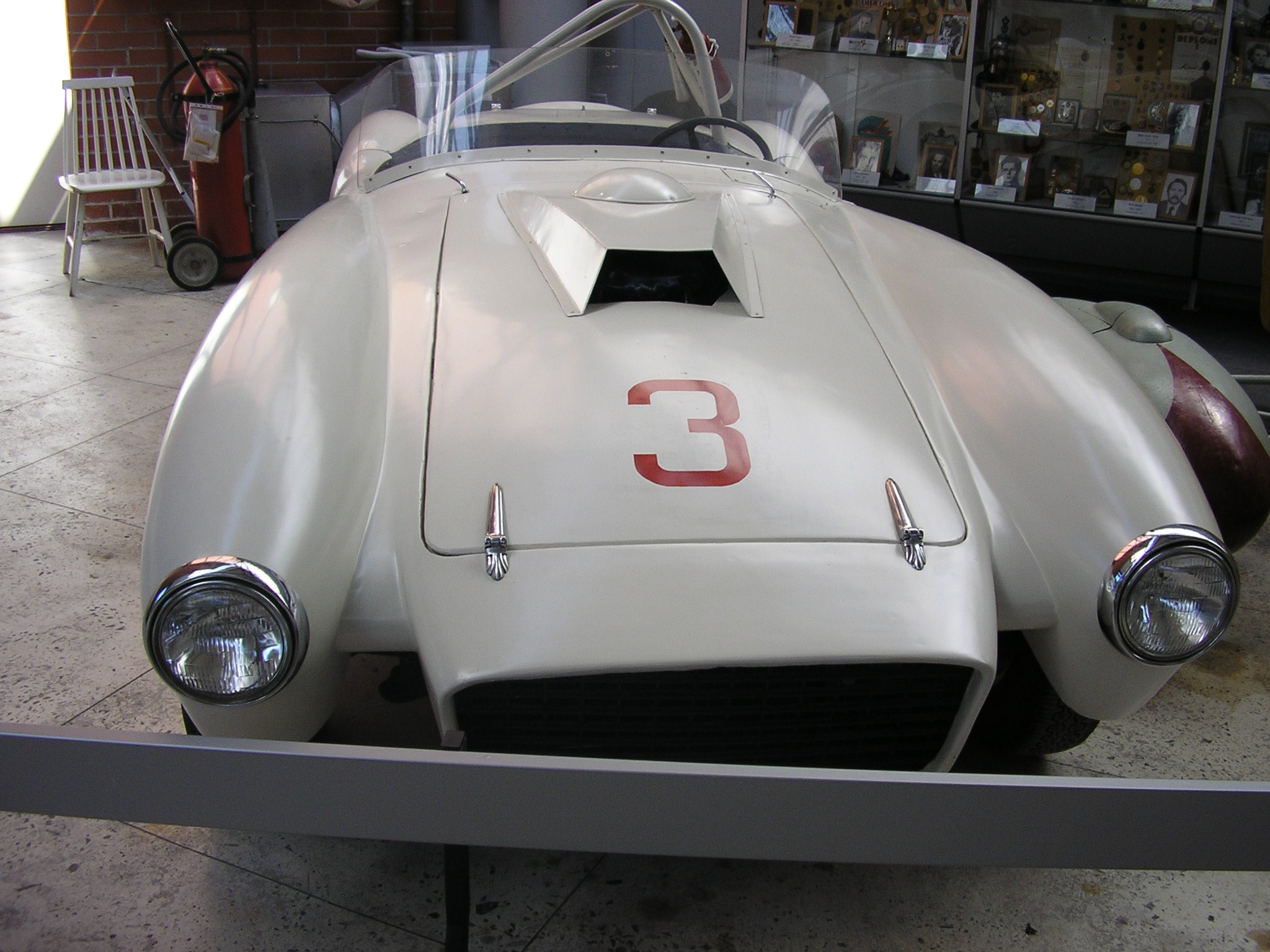
ZIS-112 Sports

- ZIS-112/1 (1951, basado en el ZIS-110)
- ZIS-112/2 (1956)
- ZIS-112/3 (1956)
- ZIL-112/4 (1957)
- ZIL-112/5 (1957, un ZIL-112/4 alargado)
- ZIL-112 Sports (1960–62)
- ZIL-412 S (1962)

### Limusinas
- ZIS-101 (1936)
- ZIS-110 (1942)
- ZIS-115
- ZIL-111 (1958)
- ZIL-114
- ZIL-115
- ZIL-117
- ZIL-4104
- ZIL-41041
- ZIL-41047
- ZIL-4105
- ZIS-101 (1936)
- ZIS-102 (1938)
- ZIS-110 (1942)

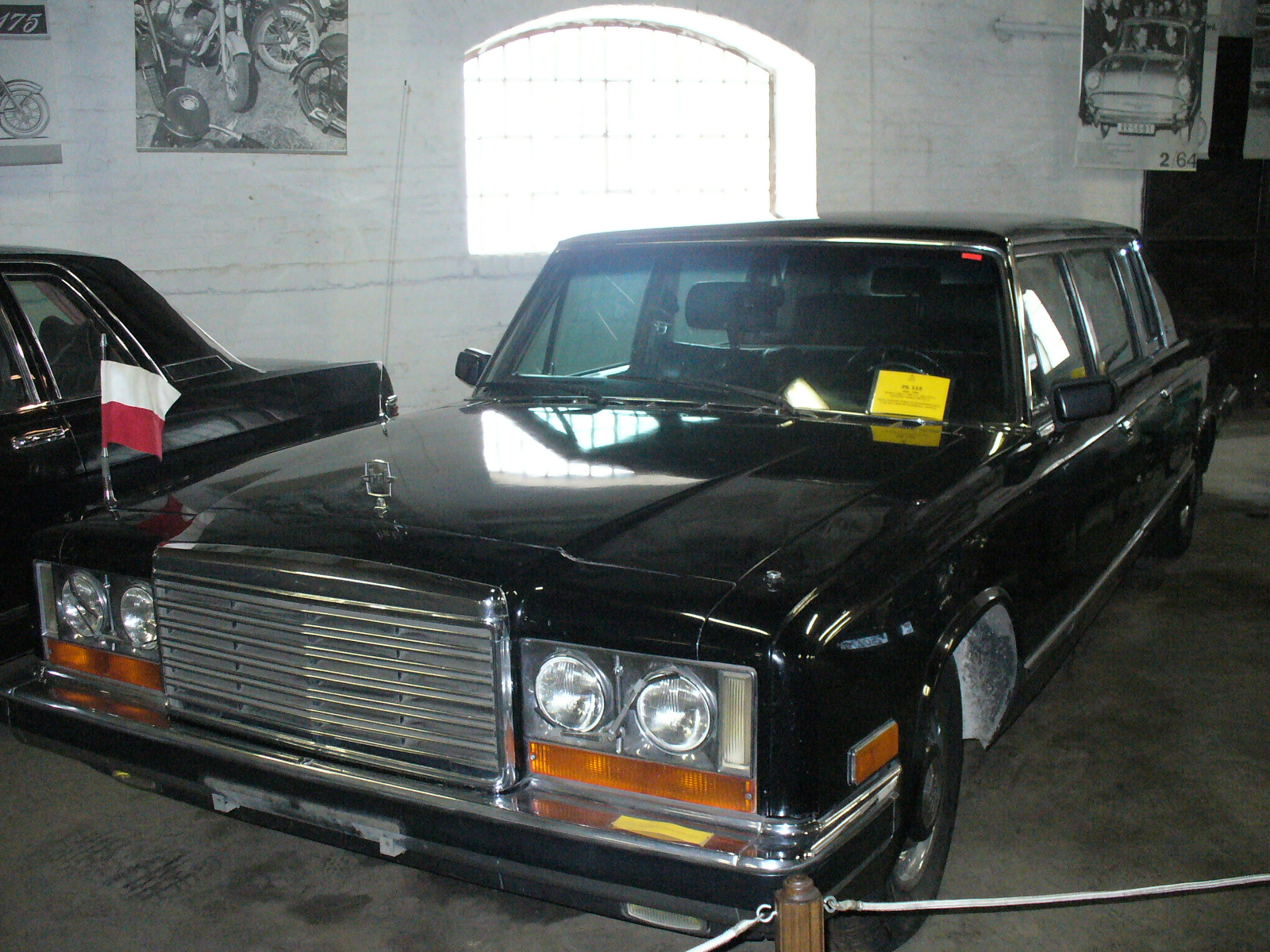
Un ZIL-115, en exhibición.

- ZIS-115 (Versión blindada del ZIS-110)
- ZIL-MZ (prototipo de coche convertible sub-compacto, 1962)
- ZIL-111 (1958)
- ZIL-114 (1967)
- ZIL-115 (1972)
- ZIL-117 (1977, un ZIL-114 recortado)
- ZIL-4102 (prototype, 1988)
- ZIL-4104 (1978)
- ZIL-4105 (Versión blindada del ZIL-41047, 1988)
- ZIL-4112 (2005?)
- ZIL-41041 (Versión de 5 asientos del ZIL-41047, 1985)
- ZIL-41042 (Versión station wagon del ZIL-4104)
- ZIL-41044 (Versión convertible del ZIL-4104)
- ZIL-41045 (Una versión mejorada del ZIL-4104, 1983)
- ZIL-41047 (1985)
- ZIL-41072 (Versión de escolta del ZIL-41047, 1988)

### Varios fines
- B-3 Transporte de semi-oruga.
- ZIS-152 (Transporte de personal blindado)
- ZIL-485 (camión anfíbio, 1951)
- ZIL-4904 (Vehículo de tripulación anfíbia, 1972)
- ZIL-4906 (Vehículo de uso anfíbio)
- ZIL-E-167 prototipo de vehículo todoterreno